# 조토쿠 (995년)
조토쿠(일본어: 長徳)는 일본의 연호 중 하나이다.
- 전후 : 쇼랴쿠(正暦) 이후 - 조호(長保) 이전.
- 시기 : 995년 ~ 998년
- 천황 : 이치조 천황

## 개원
- 쇼랴쿠 6년 2월 22일(율리우스력 995년 3월 25일)에 개원하여
- 조토쿠 5년 1월 13일(율리우스력 999년 2월 1일) 조호로 개원되었다.

## 출전
양웅이 지은 《성문교위잠》의 "唐虞長德, 而四海永懷"

## 조토쿠 시기에 일어난 일
일본 왕조 정치 사상 가장 큰 변동이 있었던 시기였다. 개원 전후로 전국적으로 전염병이 발생했고, 뒤이어 나카노 관백 후지와라노 미치타카가 사망함으로 정쟁이 뒤따랐으며, 얼마 지나지 않아, 내대신 후지와라노 코레치카와 츄나곤 후지와라노 타카이에 형제 공경이 정변 (조토쿠의 변)에 의해 유배되는 소동이 생겼다.
- 원년 (995년)
  - 2월 22일 : 개원에 따라 사면 (중대 범죄자 제외) 하다
  - 9월 : 와카사에 도착한 송인들을 에치고로 옮기다
- 2년 (996년)
  - 3월 28일 : 이치조 천황의 생모, 히가시산조인 후지와라노 센시의 와병에 따라 사면 (중대 범죄자 제외) 하다
  - 6월 14일 : 우콘에노다이쇼였던 다이나곤 후지와라노 아키미츠 처택에 군도가 침입하여, 집에 있던 타치바나노 우치나리의 아들이 부상을 입다.
  - 11월 : 하리마노죠이자 셋츠노카미였던 로토 타카무코노 쿠니아키(高向国明)의 사저가 수색을 받아, 재산이 압류되다.
- 3년 (997년)
  - 3월 25일 : 후지와라노 센시의 와병에 따라, 사면 (중대 범죄를 포함한 모든 범죄자) 하다.
  - 6월 5일 : 카와치국 와카에군 (오사카부 야오시ㆍ히가시오사카시)에서, 호족인 미누씨(美努氏)의 한명으로, 전 아와지노죠였던 미누노 카네토모의 집에;, 동족으로 태황태후 쇼시 내친왕의 태황태후궁직의 시쇼였던 미누노 사네토의 지시로, 전 토토미노스케였던 미누노 키미타다를 수괴로 하는 무장 집단이 야습해 살해를 계획하지만, 「와카에군사(若江郡使)」였던 미나모토노 타즈누 등 로토들의 가세도 있어 미수에 그친다. 후일, 카네토모는 케비이시에 출두하여, 고발장은 『전 아와지노죠 미누노 카네토모계(前淡路掾美努兼倫解))』로, 『산조가본북산초리문서(三条家本北山抄裏文書)』에 현존하고 있다.
- 4년 (998년)
  - 2월 2일 : 비젠국에서 난바진 (오사카만)의 요도가와 하구로 향하고 있던 260석의 운반선 (비젠국 시카타쇼의 벳토 시부카와 신운 소유)이 셋츠국 무코군 항구에서 강풍에 의한 높은 파도로 인해 침몰하기 시작했지만, 운반선을 "요리모노"로 판단한 현지 호족 "秦押領使"이 승무원이었던 하타요네 시게루의 안내로 일방적인 약탈을 행해, 미마사카국 장원에서 나라 아키시노데라로 운반할 예정이었던 적재되어있던 쌀 180석과 소금 20자루, 그리고 선체도 해체하여 가져가고, 선장인 사에키 요시나가도 살해미수를 당하는 사건이 밠행한다.

## 서력과의 대조표
| 조토쿠      | 원년       | 2년        | 3년        | 4년        | 5년        |
| ----------- | ---------- | ---------- | ---------- | ---------- | ---------- |
| 서기 (西紀) | 995년      | 996년      | 997년      | 998년      | 999년      |
| 간지 (干支) | 을미(乙未) | 병신(丙申) | 정유(丁酉) | 무술(戊戌) | 기해(己亥) |

## 같이 보기
- 일본의 연호 일람

| 이전 쇼랴쿠 | 일본의 연호 995년 ~ 998년 | 다음 조호 |